# Port lotniczy Laguindingan
Port lotniczy Laguindingan (IATA: CGY, ICAO: RPY) – port lotniczy położony w Laguindingan, na Filipinach. 

## Linie lotnicze i połączenia
| Linia Lotnicza      | Kierunek                    |
| ------------------- | --------------------------- |
| Cebgo               | 1. Cebu 2. Davao            |
| Cebu Pacific        | 1. Cebu 2. Iloilo 3. Manila |
| PAL Express         | 1. Cebu 2. Manila           |
| Philippines AirAsia | 1. Manila                   |
| Sunlight Air        | 1. Cebu                     |